# سيرخي بولبات
سيرخي سيرخيوفيتش بولبات (بالأوكرانية: Сергій Сергійович Болбат) هو لاعب كرة قدم أوكراني في مركز الوسط ولد في يوم 13 يونيو 1993 في بلدة فولنوفاخا في أوكرانيا، يلعب حالياً مع نادي شاختار دونتسك وسبق له اللعب مع ميتالورغ دونيتسك وميتاليست خاركيف ونادي لوكيرين ونادي ماريوبول، لعب أيضاً مع منتخب أوكرانيا لكرة القدم ويبلغ طوله 175 سم.

## روابط خارجية
- سيرخي بولبات على موقع الاتحاد الأوربي (الإنجليزية)
- سيرخي بولبات على موقع اتحاد أوكرانيا (الإنجليزية)
- سيرخي بولبات على موقع قاعدة بيانات كرة القدم.إي يو (الإنجليزية)
- سيرخي بولبات على موقع ناشيونال فوتبول تيمز (الإنجليزية)
- سيرخي بولبات على موقع Soccerway.com (الإنجليزية)
- سيرخي بولبات على موقع عالم كرة القدم.نت (الإنجليزية)
- سيرخي بولبات على موقع AS.com (الإسبانية)